# Język iraku
Język iraku – język afroazjatycki z południowej gałęzi języków kuszyckich, ok. 460 tys. mówiących, używany w Tanzanii, głównie w regionie Arusha.